# Mordella sinuata
Mordella sinuata es una especie de coleóptero de la familia Mordellidae.

## Distribución geográfica
Habita en Madagascar.